# Chlamydomonadales
En taxonomía, las Chlamydomonadales son un orden de flagelados o algas verdes pseudociliadas (Chlorophyta) que forman colonias planares o esféricas. Varían de Gonium (4 a 32 células) a Volvox (500 células o más). Cada célula tiene dos flagelos, y es similar en apariencia a Chlamydomonas, con los flagelos de toda la colonia moviéndose coordinadamente.
Se reproduce tanto asexual como sexualmente. Las células se dividen y van formando nuevas colonias, que luego se liberan. En las formas más pequeñas típicamente todas las células están involucradas, en las más grandes hay células anteriores vegetativas y posteriores reproductivas. La reproducción sexual varía de isogamia (ambos géneros producen gametos flagelados de igual tamaño) a oogamia (un género produce una gameta mucho más grande, no móvil).

## Lista de familia
- Asteromonadaceae Péterfi
- Astrephomenaceae M.A. Pocock
- Carteriaceae Pascher
- Chlamydomonadaceae F. Stein
- Dangeardinellaceae Ettl
- Dunaliellaceae T. Christensen
- Gloeotilaceae Ettl & Gärtner
- Goniaceae (Pascher) Pascher
- Haematococcaceae G.M. Smith
- Phacotaceae Francé
- Raciborskiellaceae Korshikov
- Spondylomoraceae Korshikov, Korshikov, Korshikov
- Tetrabaenaceae H. Nozaki & M. Itoh
- Volvocaceae Ehrenberg